# Chiesa del Cuore immacolato di Maria (Crema)
La chiesa del Cuore immacolato di Maria è un edificio di culto, parrocchiale del quartiere Castelnuovo di Crema.

## Storia

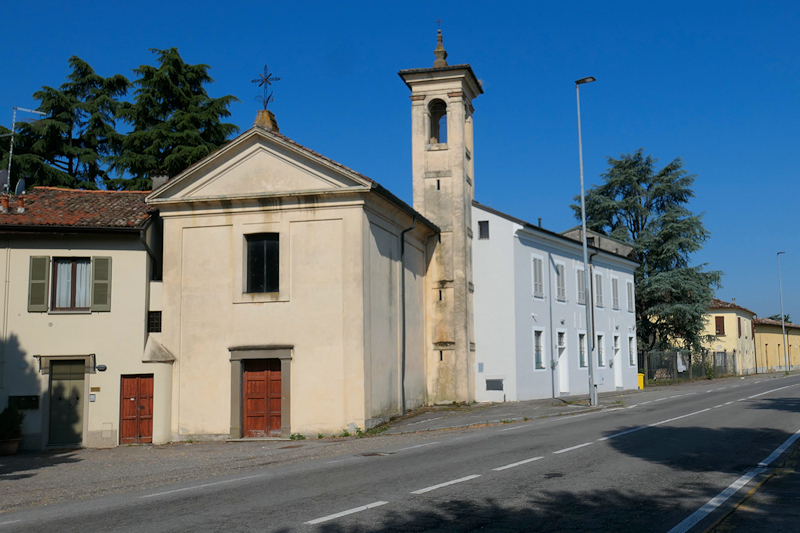
L'oratorio di San Bartolomeo apostolo o Chiesuolo, collocato in via Cremona.

Prima del XV secolo l'area era sottoposta alla giurisdizione del priorato e dei commendatari della chiesa di San Benedetto, tuttavia nel 1590, di fronte alla perentoria chiusura notturna delle porte imposta dalle autorità, monsignor Gian Giacomo Diedo la affidò alla parrocchia di Ripalta Vecchia, quindi dal 1594 alla nuova parrocchia di San Bernardino.
Per le funzioni religiose gli abitanti dei cascinali sparsi si affidavano all'oratorio di San Bartolomeo che alcune fonti definiscono risalente al XV secolo, sempre che non venga confuso con l'omonima chiesa campestre collocata poco discosto dalle mura di Crema. Certamente fu ampiamente ricostruito nel 1708.
Tale situazione rimase immutata fino al 1943 allorché, prendendo atto dell'accresciuta popolazione e della scomodità di recarsi a San Bernardino, il vescovo monsignor Francesco Maria Franco istituì la nuova parrocchia del Sacro Cuore Immacolato di Maria nominando quale parroco il cappellano don Giovanni Scalvini.
Constatando l'esiguità e l'insufficienza della vecchia chiesina di San Bartolomeo, fu il suo successore, don Luigi Caprioli, a portare avanti negli anni successivi al secondo conflitto mondiale il progetto per la costruzione di un nuovo edificio. Inizialmente il problema fu il reperimento di un appezzamento di terreno che, alla fine, fu offerto dal signor Isacco Bonizzi per la somma di 250 mila lire oltre a 100 mila lire annue quale vitalizio. L'incarico fu affidato all'architetto Amos Edallo e la posa del prima pietra, alla presenza di monsignor Placido Maria Cambiaghi, avvenne il 4 novembre 1954; nel medesimo anno fu pubblicato sulla Gazzetta ufficiale il decreto del presidente della Repubblica tramite il quale si riconosceva agli effetti civili la parrocchia.
I lavori furono considerati conclusi quattro anni dopo pur non nella loro interezza: la consacrazione solenne avvenne il 6 settembre.
Fu lo stesso parroco Caprioli nel 1976 a chiamare il pittore Rosario Folcini per dipingere l'arco trionfale e la grande volta del presbiterio, opera compiuta nell'arco di tre mesi.
Nei primi anni novanta fu incaricato agli architetti Vania Zucchetti e Mario Scaramuzza il progetto di completamento della facciata e delle strutture educative e ricreative della parrocchia; la solenne cerimonia inaugurale avvenne il 29 marzo 1992 alla presenza dei vescovi Libero Tresoldi e Carlo Manziana (emerito).

## Caratteristiche
L'edificio ha una struttura di forma rettangolare, con il campanile a destra e il vano del battistero a sinistra.

### L'esterno

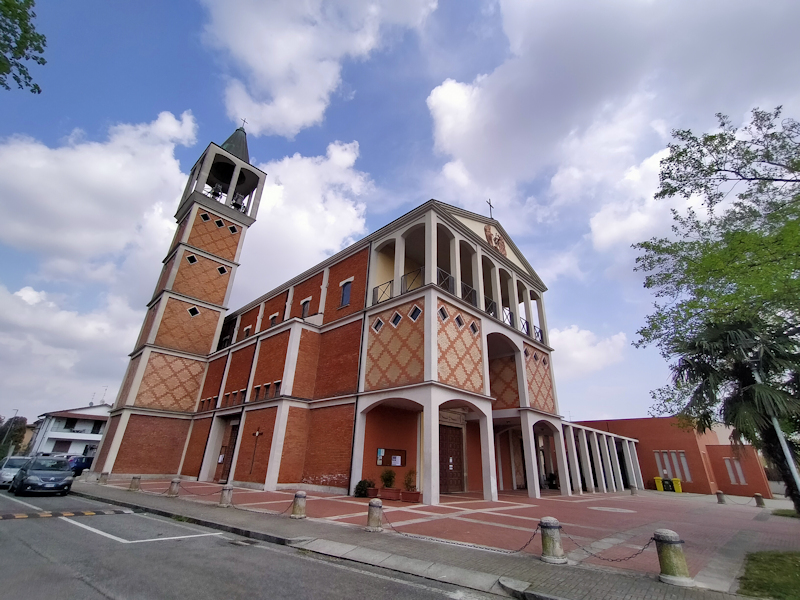
Veduta complessiva esterna.

La chiesa fu inaugurata nel 1958 e la facciata incompiuta era assai semplice e sobria: in pratica l'unico elemento qualificante era il portale mentre il pronao su tre livelli era composto da sei specchiature vuote divise solo da colonne in cemento.
L'intervento realizzato nei primi anni novanta da Vania Zucchetti e Mario Scaramuzza provvide a dotare le specchiature laterali del primo ordine di archi ribassati e a unire quelle centrali del primo e del secondo ordine; i due corpi laterali del secondo ordine furono tamponati con motivo a losanghe (con piccole finestre quadrate e inclinate a 45 gradi) ad imitazione della decorazione del campanile, mentre il terzo ordine fu trasformato in un loggia con ringhiera, sempre con archi ribassati, le cui colonne sorreggono il timpano triangolare all'interno del quale fu posto un rilievo: rappresenta L'annunciazione ed è un'opera di Maurizio Zurla, composto da due figure in adorazione di un cuore.
Le fiancate sono in caldo mattone con le strutture in cemento a vista, caratterizzate da modesti avancorpi che ospitano all'interno le cappelle e il vano dell'accesso laterale.

### Il campanile

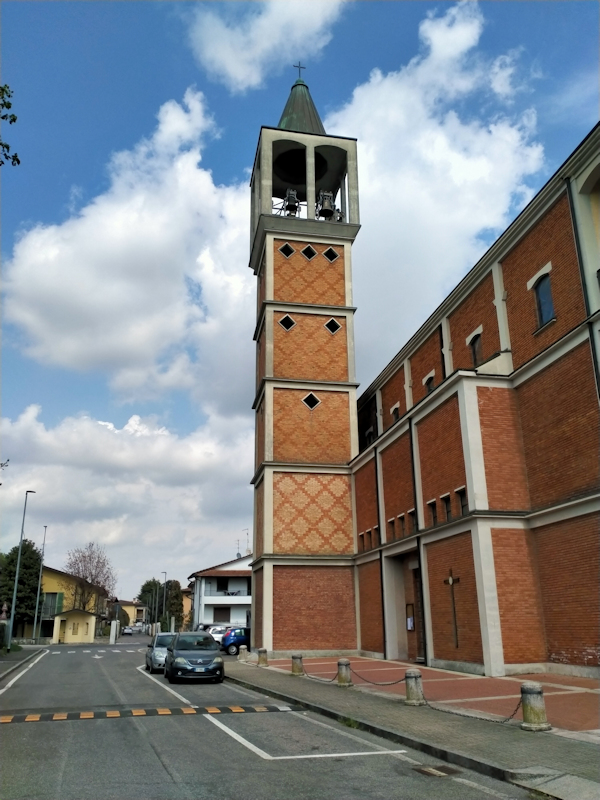
Il campanile.

È collocato lungo la parete sinistra, visibile interamente su tre lati, diviso lungo la canna (a base quadrata, di circa 6,5 metri per lato) da cinque riquadri per lato; il primo ordine è tamponato con mattoni a vista di un rosso colore uniforme mentre i successivi riprendono il motivo a losanga della facciata, incluse le finestre quadrate inclinate.
L'uso dei mattoni bicolori a formare un disegno romboidale, ripreso anche sulla facciata, era stato impiegato da Edallo nel progetto della chiesetta della Madonna della Campagna a Castelvisconti inaugurata nel 1955.
Un cornicione molto aggettante introduce alla cella campanaria, molto più larga del fusto del campanile, con due aperture per lato molto ampie e con arco ribassato. Conclude il tutto una cuspide con croce apicale.
La sua altezza è di circa 47 metri.

### L'interno
La chiesa è ad aula unica con cappelle laterali poco profonde introdotte da archi ribassati; le cinque campate sono scandite da pilastri rettilinei che sostengono archi che ripetono la consueta forma ad arco ribassato; il soffitto presenta una volta a botte con cassettoni profondi. Sopra le cappelle scorre una galleria non praticabile con ringhiera che richiama i matronei delle antiche chiese cristiane sovrastata dai finestroni che danno luce all'ambiente.
L'arco trionfale anticipa un presbiterio ampio e fortemente rastremato, collocato in posizione lievemente sopraelevata cui si accede transitando lungo una piccola scalinata semicircolare affiancata da due amboni; il presbiterio è circondato da un ambulacro colonnato cui si sovrappone una galleria posta ad un livello più basso di quella che corre lungo l'aula.

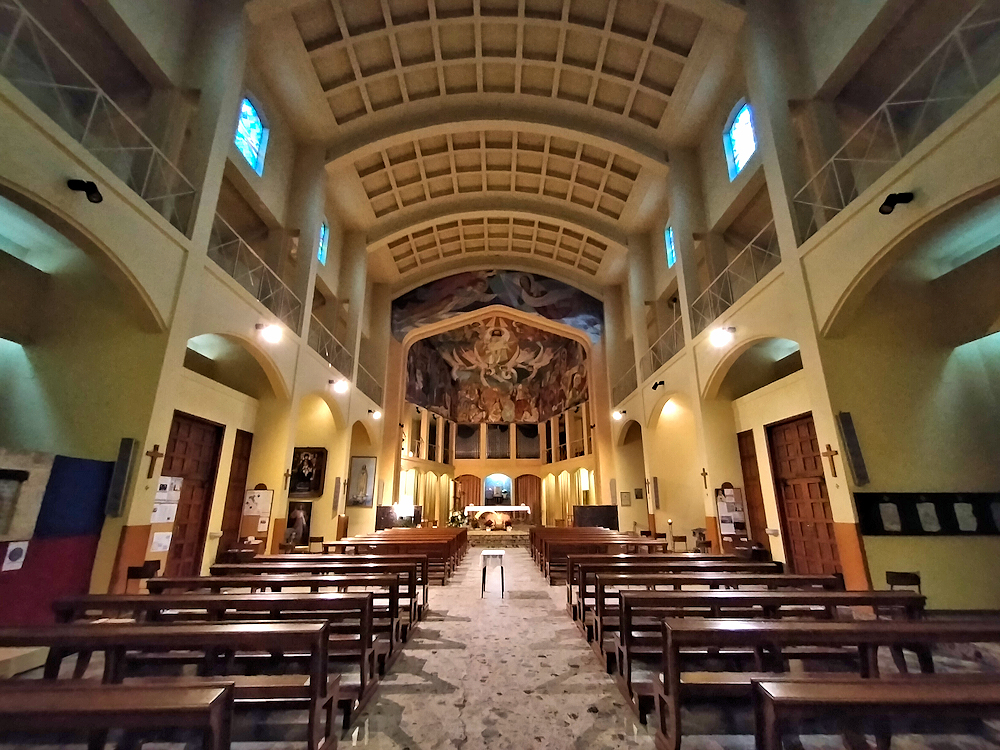
L'interno.
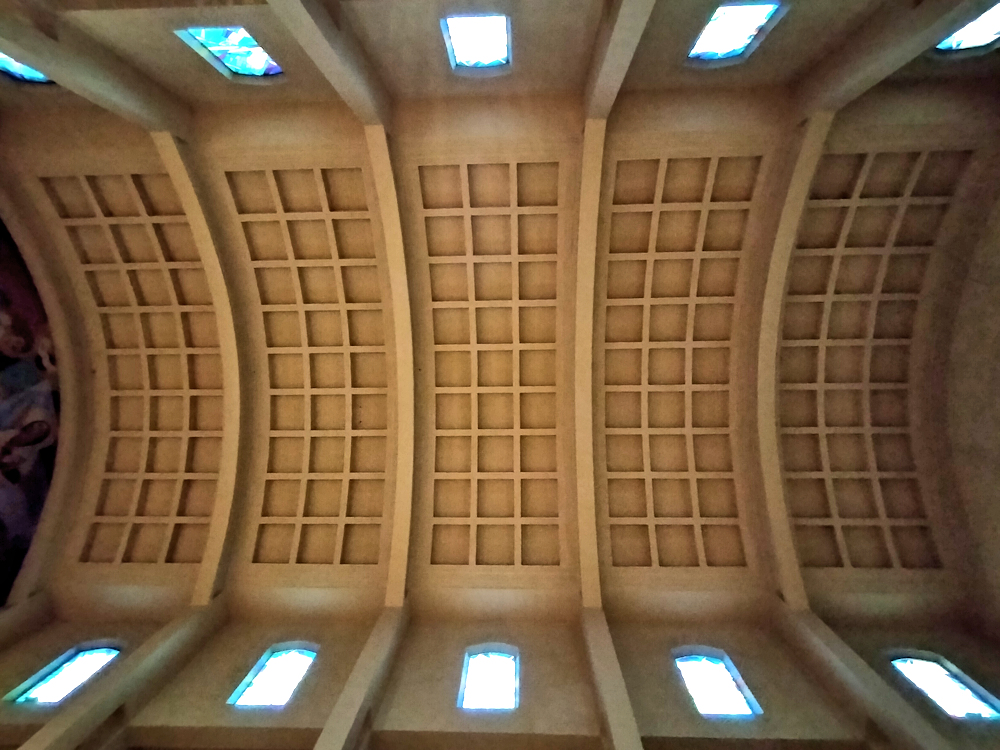
La volta dell'aula.

#### Le opere d'arte
Il punto focale cade sulla volta del presbiterio con un affollato ciclo pittorico composto da settanta figure realizzato a tempera nel 1976 da Rosario Folcini che realizzò in tre mesi gratuitamente a condizione che fosse libero di eseguire l'opera senza condizionamenti.
Lungo la parete sinistra Folcini dipinse le sette opere di misericordia corporale: dar da mangiare agli affamati, dar da bere agli assetati, ospitare i forestieri, curare gli ammalati, visitare i carcerati, vestire gli ignudi, seppellire i morti.
Nella parete di centro vi compaiono i simboli della Chiesa militante: la Cattedrale (vi si riconosce il Duomo di Crema), la Chiesa Cuore Immacolato di Maria, il Vescovo e il popolo di Dio.
Sulla parete di destra l'artista dipinse la scena delle Pentecoste, con Maria e gli apostoli.
Infine, la volta: vi sono raffigurati il Cristo Risorto (alimentato da raggi di luce provenienti da una colomba, simbolo della Spirito Santo) circondato dai quattro evangelisti, gli apostoli, i patriarchi e i profeti.

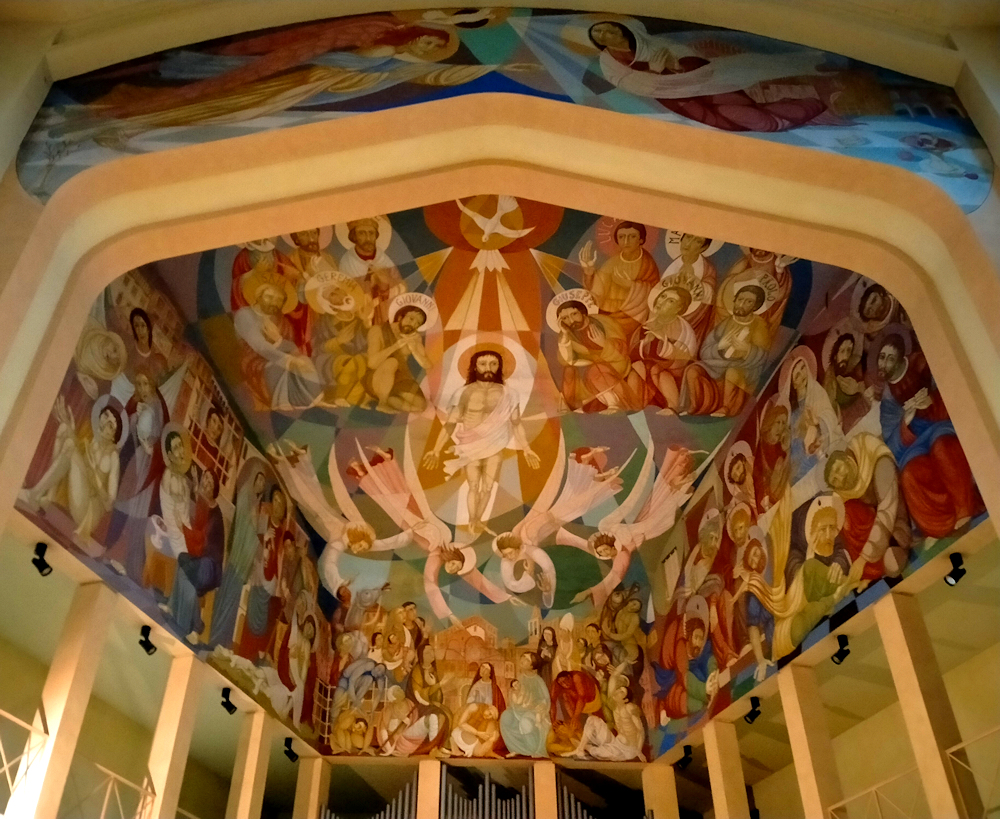
Veduta d'insieme della volta del presbiterio e dell'arco trionfale.

Folcini decorò anche l'arco trionfale con la scena dell'Annunciazione con le due figure della Madonna e dell'Arcangelo Gabriele.
Nell'aula è presente un'altra opera di Folcini: San Giuseppe con Gesù Bambino.

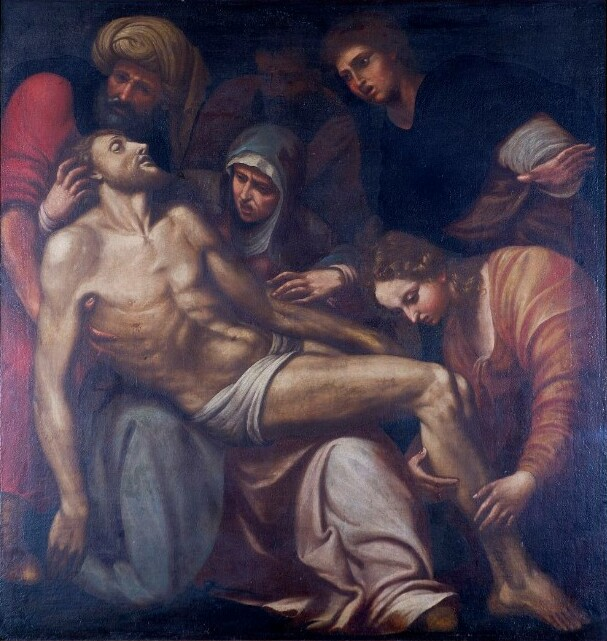
Pomponio Amalteo (attribuzione), Pietà, olio su tela, 1650-1699 ca.

La chiesa ospita anche una tela antica, una Pietà cinquecentesca sulla quale lo storico Cesare Alpini ha compiuto uno studio approfondito individuandovi la mano del pittore Pomponio Amalteo, del quale l'unica opera nota a Crema era ospitata nella chiesa demolita di Sant'Agostino.
Tra le sculture va segnalato il ciclo della Via Crucis, le cui scene in altorilievo sono state realizzate da Carlo Fayer in ceramica invetriata.

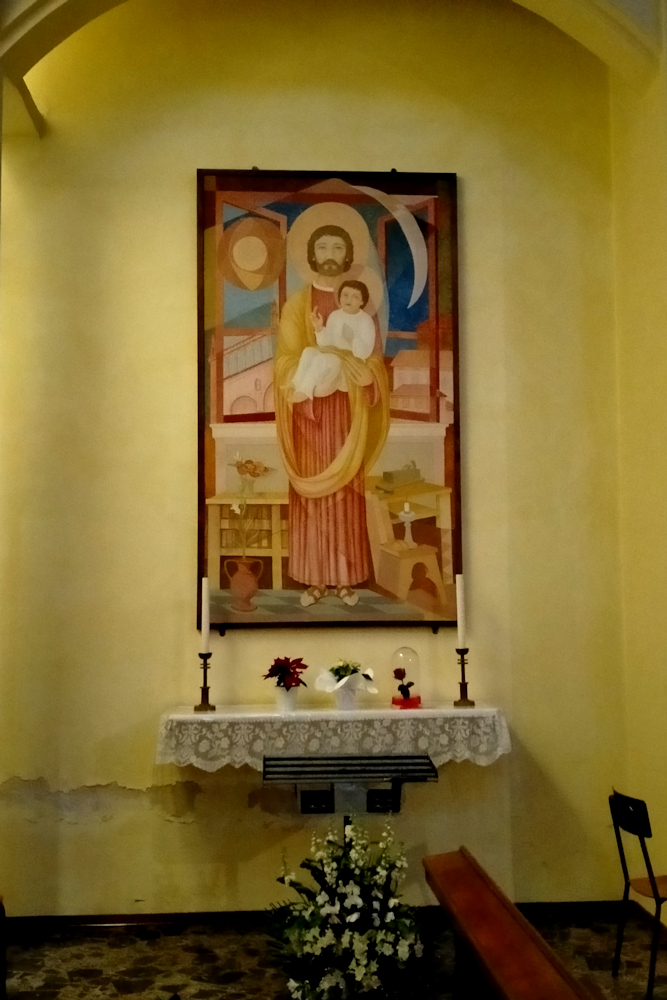
Rosario Folcini, San Giuseppe con Gesù Bambino, tempera su tela, 1990.
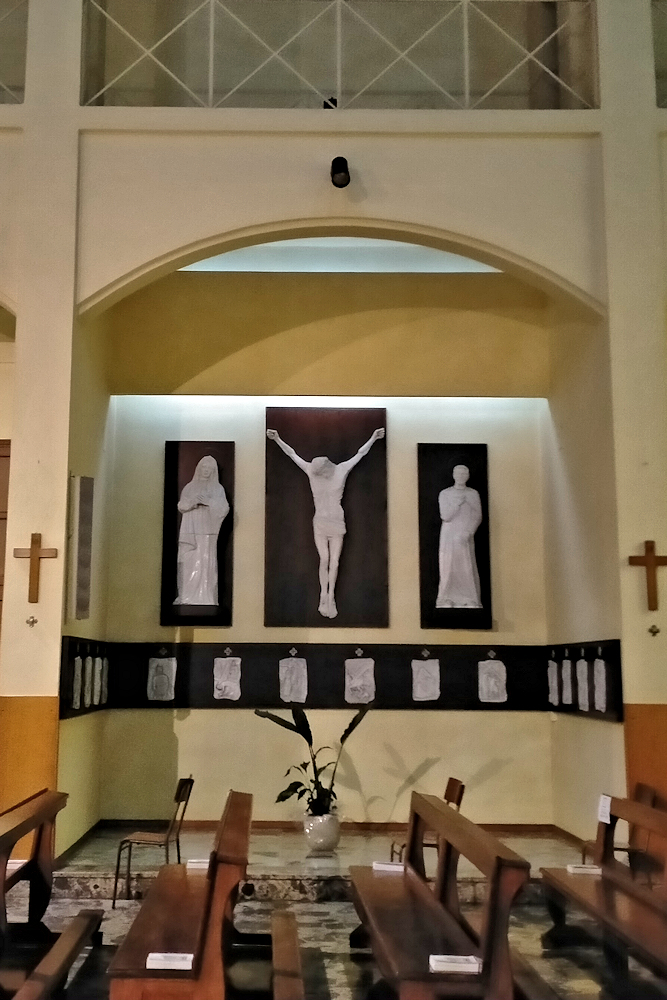
La cappella con le scene della Via Crucis di Carlo Fayer realizzate su ceramica invetriata, 1975-1990.

### Opere trafugate
L'edificio conservava un'altra opera antica che venne trafugata alla fine degli anni novanta: si tratta di una tela attribuita da Cesare Alpini a Giovanni Angelo Ferrario con la Madonna col Bambino e i santi Bartolomeo, Carlo e Francesco un tempo collocata nel piccolo oratorio di San Bartolomeo lungo via Cremona.